# Comuna Nîjnea Rojanka, Skole
Nîjnea Rojanka (în ucraineană Нижня Рожанка) este o comună în raionul Skole, regiunea Liov, Ucraina, formată din satele Nîjnea Rojanka (reședința) și Verhnea Rojanka.

## Demografie
Componența lingvistică a comunei Nîjnea Rojanka
     Ucraineană (99,8%)
     Alte limbi (0,2%)
Conform recensământului din 2001, majoritatea populației comunei Nîjnea Rojanka era vorbitoare de ucraineană (99,8%), existând în minoritate și vorbitori de alte limbi.